# Особе са инвалидитетом са проблемом у вези са видом у Србији
Особе са инвалидитетом са проблемом у вези са видом у Србији су друга врста проблема по степену појавности јер је на листу ових особа уписан укупан број од 239.454 пописана грађана према попису из 2011. године. Оштећења вида узрокују знатне економске трошкове Србији, директно услед трошка третмана и индиректно услед умањене радне способности. 

## Категорије
Међу лицима у Србији која су уписана као она са потешкоћа услед проблема са видом спадају следећа лица:
- она која не могу да виде предмете у непосредној близини или на одређеној удаљености, чак и уз употребу наочара или контактних сочива,
- она која могу да виде само на једно око или виде само предмете испред себе, али не и оне предмете са стране, односно бочно,
- она  која су потпуно онемогућена у обављању свакодневних активности (слепе особе).

Овај број особе са инвалидитетом са проблемом у вези са видом чини:
- 41,9% укупне популације са инвалидитетом,
- 3,3% укупног пописаног становништва.

## Старосна структура
Према подацима по старосним категоријама у Србији је 2011. 61% инвалида са проблемом у вези са видом старости 65 и више година, или укупно 146.190 људи (11,7% укупне популације у тој старосној категорији).
Иако је тек око 12% укупног становништва старијег од 64 година 2011. године пријавило потешкоћу услед проблема у вези са видом, која се по датој методологији може сматрати инвалидитетом, у скупу особа са инвалидитетом  са датим проблемом оне учествују са више од 60%.
Ако одвојено посматрамо најстарију старосну категорију од 75 година и више, у њој се налази 90.951 особа са инвалидитетом са проблемом у вези са видом, што чини 38% свих особа са инвалидитетом са датим проблемом. Старосна структура особа са инвалидитетом према проблем у вези са видом, дата је у доњој табели.
| Старост          | Укупно особе са инвалидитетом - вид | %    | Удео у укупном броју особа са инвалидитетом |
| ---------------- | ----------------------------------- | ---- | ------------------------------------------- |
| РЕПУБЛИКА СРБИЈА | 239.454                             | 100  | 41,9                                        |
| Испод 15 год.    | 2.496                               | 1,0  | 36,1                                        |
| 15-29            | 5.073                               | 2,1  | 35,6                                        |
| 30-39            | 5.465                               | 2,3  | 32,2                                        |
| 40-49            | 12.370                              | 5,2  | 37,6                                        |
| 50-59            | 41.093                              | 17,2 | 44,3                                        |
| 60-64            | 26.767                              | 11,2 | 42,4                                        |
| 65 и више год.   | 146.190                             | 61,1 | 42,4                                        |

Када се сагледава степен самосталности у свакодневној бризи о себи особа са инвалидитетом услед проблема са видом, он је највиши у односу на остале врсте проблема. 

## Ниво самосталности
Међу особама са инвалидитетом са проблемом везаним за вид, само њих 14,2% пријавило је и потешкоћу услед проблема са самосталним вођењем бриге о себи. То  у поређењу са неком другом врстом проблема са инвалидитетом представља релативно ниски проценат, односно ове особе показују релативно високи степен самосталности у обављању базичних свакодневних активности у бризи о себи.

## Стање на глобалном нивоу
У односу на Србију, поређења ради године 2015. на глобалном нивоу  било је више од 940 милиона људи са неким степеном губитка вида. Од тога 246 милиона је имало лош вид, а 39 милиона је било слепо. Већина људи са лошим видом на глобалном нивоу живи у земљама у развоју и узраста су од преко 50 гидина. Удео људи са умањеним видом је у паду од 1990-их.